# John Carroll (actor)
John Carroll (nacido Julian LaFaye; Nueva Orleans, 17 de julio de 1906 - Hollywood; 24 de abril de 1979) fue un actor y cantante estadounidense.

## Biografía
Su verdadero nombre era Julian Lafaye, y nació en Nueva Orleáns, Luisiana.
Carroll trabajó en el cine en varios pequeños papeles con su nombre original hasta 1935, cuando utilizó por primera vez el nombre artístico de John Carroll en Hi, Gaucho!. Actuó en varios filmes de género western en la década de 1930, incluyendo el papel de El Zorro en Zorro Rides Again (1937). 
Probablemente su papel más conocido fue el de Woody Jason en la película de 1942 Flying Tigers (Tigres del aire), protagonizada por John Wayne. Trabajó de manera constante hasta mediados de la década de 1950, pero a partir de ese momento su carrera empezó a declinar. Su último papel tuvo lugar en la película de 1974 Ride a Pink Car.
Carroll se casó dos veces. La primera con la actriz húngara Steffi Duna, con la que tuvo una hija, Julianna Benito, y de la que se divorció. La segunda con Garnett Lucille Ryman, permaneciendo el matrimonio unido hasta el fallecimiento del actor.
John Carroll falleció el 24 de abril de 1979 a causa de una leucemia, en Hollywood, California.